# Waarde (Bergisch Gladbach)
Waarde ist ein ehemaliger Ortsteil im jetzigen Stadtteil Heidkamp von Bergisch Gladbach. Die Ortslage bildet mittlerweile mit der umgebenden Bebauung einen geschlossenen Siedlungsbereich, so dass sie nicht mehr eigenständig wahrgenommen wird. Von der ursprünglichen Bebauung ist nichts mehr erhalten. Die Straßenbezeichnungen Warder Hof und An den Warden erinnern noch an die Hofschaft.

## Etymologie
Die Gewannenbezeichnung Warden leitet sich aus dem alt- und mittelhochdeutschen warten (= warten, warten auf) her und bezog sich wahrscheinlich auf eine Raststelle an der historischen Reuterstraße. Da diese kurze Strecke östlich der Hofstelle Waarde steil nach Bensberg hinauf anstieg, warteten die Reiter und Fuhrleute hier eine Weile, um vor dem Anstieg eine Rast einzulegen.

## Geschichte
Der Name Waarde nimmt Bezug auf den Siedlungsnamen An der Warden, der erstmals 1666 genannt wurde. Im Urkataster ist er als An der Waarden im Bereich der heutigen Straße verzeichnet.
Die Topographia Ducatus Montani des Erich Philipp Ploennies, Blatt Amt Porz, belegt, dass der Wohnplatz 1715 als Hof kategorisiert wurde und mit Waden bezeichnet wurde. Er lag am Weg von Gladbach nach Bensberg. Aus Carl Friedrich von Wiebekings Charte des Herzogthums Berg 1789 geht hervor, dass Waarde zu dieser Zeit Teil der Honschaft Gladbach im gleichnamigen Kirchspiel war.
Unter der französischen Verwaltung zwischen 1806 und 1813 wurde das Amt Porz aufgelöst und Waarde wurde politisch der Mairie Gladbach im Kanton Bensberg zugeordnet. 1816 wandelten die Preußen die Mairie zur Bürgermeisterei Gladbach im Kreis Mülheim am Rhein. Mit der Rheinischen Städteordnung wurde Gladbach 1856 Stadt, die dann 1863 den Zusatz Bergisch bekam.
Der Ort ist auf der Topographischen Aufnahme der Rheinlande von 1824 als Waard und auf der Preußischen Uraufnahme von 1840 ohne Namen verzeichnet. Ab der Preußischen Neuaufnahme von 1892 ist er auf Messtischblättern regelmäßig ohne Namen verzeichnet. Ab 1895 ist die Ortschaft nicht mehr in den amtlichen Statistiken eigenständig verzeichnet.
| Jahr | Einwohner | Wohn- gebäude | Kategorie | Bezeichnung |
| ---- | --------- | ------------- | --------- | ----------- |
| 1822 | 19        |               | Hofstelle | Warden      |
| 1830 | 26        |               | Hofstelle | Warden      |
| 1845 | 40        | 5             | Hofstelle | Warden      |
| 1871 | 118       | 15            | Ortschaft | Waarde      |
| 1885 | 162       | 22            | Wohnplatz | Waarde      |